# Moussa Kalisse
Moussa Kalisse (Bodegraven, 18 mei 1983) is een voormalig Nederlandse profvoetballer.
Kalisse speelde voor Bodegraven, ARC, Sparta en FC Dordrecht voor hij in de zomer van 2011 bij FCM Târgu Mureş in Roemenië tekende. Eind september leverde hij daar zijn contract in omdat hij al twee maanden geen salaris gekregen had.
In december 2011 tekende Kalisse een contract tot 2014 bij Excelsior. Op de slotdag van de transfermarkt augustus 2012 keerde Kalisse terug bij FC Dordrecht. Hij werd voor een jaar gehuurd van Excelsior, waar zijn contract nog tot medio 2014 doorloopt. Daarna ging hij voetballen bij het Utrechtse Magreb '90.

## Clubstatistieken
| Seizoen | Club            | Duels | Goals | Competitie     |
| ------- | --------------- | ----- | ----- | -------------- |
| 2003/04 | Sparta          | 10    | 0     | Eerste divisie |
| 2004/05 | Sparta          | 30    | 6     | Eerste divisie |
| 2005/06 | FC Dordrecht    | 37    | 10    | Eerste divisie |
| 2006/07 | FC Dordrecht    | 37    | 12    | Eerste divisie |
| 2007/08 | FC Dordrecht    | 31    | 9     | Eerste divisie |
| 2008/09 | FC Dordrecht    | 32    | 2     | Eerste divisie |
| 2009/10 | FC Dordrecht    | 27    | 12    | Eerste divisie |
| 2010/11 | FC Dordrecht    | 33    | 5     | Eerste divisie |
| 2011/12 | FCM Târgu Mureș | 3     | 0     | Liga 1         |
| 2011/12 | Excelsior       | 7     | 0     | Eredivisie     |
| 2012/13 | Excelsior       | 2     | 0     | Eredivisie     |
| 2012/13 | → FC Dordrecht  | 23    | 5     | Eerste divisie |
| 2013/14 | Excelsior       | 12    | 0     | Eerste divisie |
| Totaal  | Totaal          | 284   | 61    |                |

1 Raatsie ·
2 Bronkhorst ·
3 Pierie ·
4 Warmerdam ·
5 Widell ·
6 Blomme ·
7 Fini ·
8 Tielemans ·
9 Omorowa ·
10 Duijvestijn  ·
11 Booth ·
12 Zagré ·
14 Rosario ·
15 Naujoks ·
16 Mattheij ·
17 Martens ·
19 Groen ·
20 Hartjes ·
21 Donkor ·
22 De Almeida Reis ·
23 Hatenboer ·
24 Eijgenraam ·
26 Zandbergen ·
26 Nedd ·
28 Seedorf ·
28 Middendorp ·
28 Olivacce ·
29 Van Duinen ·
30 Sanches Fernandes ·
31 Cairo ·
32 De Moes ·
33 Bergraaf ·
38 Kuiper ·
38 Danquah ·
40 Holla ·
Coach: Den Uil
· Assistent-coach: Breuer
· Assistent-coach: Koster
· Assistent-coach: Verhaar
· Keeperstrainer: Graafland